# Plaza del Doctor Laguna
La plaza del Doctor Laguna es un espacio público de la ciudad española de Segovia.

## Descripción

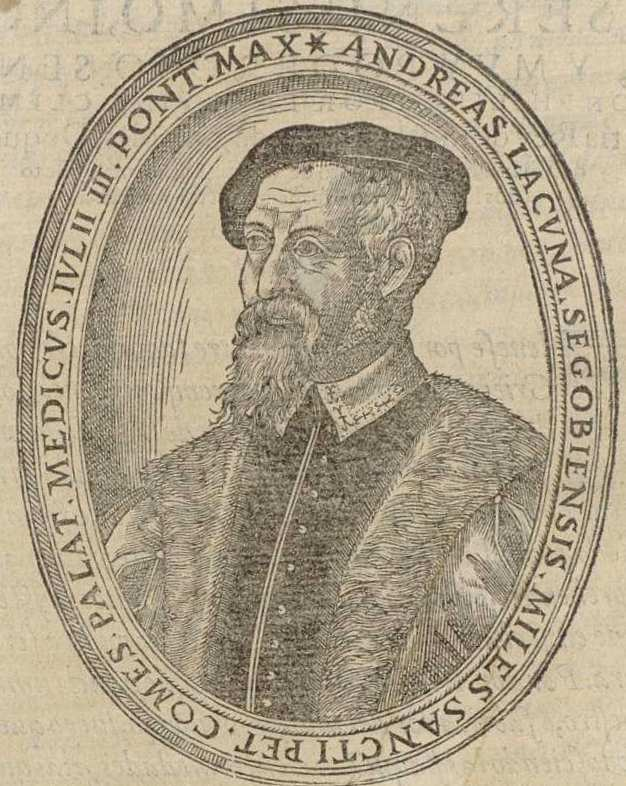
El médico Andrés Laguna da nombre a la plaza

La plaza, que se encuentra entre la de los Huertos y la de San Facundo, honra con el nombre al médico Andrés Laguna, natural de la ciudad, que tiene además una estatua en el espacio. Aparece descrita en Las calles de Segovia (1918) de Mariano Sáez y Romero con las siguientes palabras:

Doctor Andrés Laguna (Plazuela de).—Está entre las plazuelas de los Huertos y de San Facundo. Era anteriormente un espacio sin nombre, no tan extenso como ahora, pues le ocupaba en parte el convento de Premostratenses de los Huertos, y en 1873, a iniciativa de D. Mariano Llovet, alcalde que era de Segovia, se acordó designarle con el nombre del médico insigne. Laguna constituye con Bravo y Colmenares, la trinidad cúspide de los segovianos más ilustres. El edificio convento sirvió después dpara oficinas de Hacienda, que luego se trasladaron al inmediato edificio del Parador mansión antigua de los Arias Dávila, cuando se demolió el vetusto caserón conventual en 1890. Tiene ahora esta plazuela crecidos árboles y algunos bancos de piedra, es lugar de esparcimiento y sirve de recreo a los muchachos de las escuelas nacionales de 1.ª enseñanza que hay en locales construídos al efecto en la contigua calle del Banco.
(Sáez y Romero, 1918, p. 60)